# جواو سانتوس
جواو سانتوس (11 فبراير 1909 بسيتوبال في البرتغال - ) هو مدرب كرة قدم ولاعب كرة قدم برتغالي في مركز الهجوم، شارك في الألعاب الأولمبية الصيفية 1928. وشارك مع منتخب البرتغال لكرة القدم. أما مع النوادي، فقد لعب مع نادي فيتوريا سيتوبال.

## وصلات خارجية
- جواو سانتوس على موقع قاعدة بيانات كرة القدم.إي يو (الإنجليزية)
- جواو سانتوس على موقع عالم كرة القدم.نت (الإنجليزية)
- جواو سانتوس على موقع أوليمبيديا (الإنجليزية)